# Michail Tal
Michail Něchemjevič Tal (lotyšsky Mihails Tāls, rusky Михаил Нехемьевич Таль; 9. listopadu 1936, Riga – 28. června 1992, Moskva), přezdívaný Čaroděj z Rigy, byl sovětský lotyšský šachový velmistr, mistr světa v šachu (1960–1961) a mistr světa v bleskovém šachu (1988).

## Šachové úspěchy a souboje o mistrovství světa
Tal byl často označován za šachový meteor či supernovu pro bleskový start z neznáma mezi světovou elitu. V roce 1956 debutoval na mistrovství Sovětského svazu (skončil 5.-7.), nicméně již o rok později celý turnaj vyhrál, za což obdržel titul velmistra. Po dalších úspěších pak v roce 1959 uspěl v turnaji kandidátů a v roce 1960 rozdrtil v souboji o titul mistra světa legendárního Botvinnika poměrem 12,5:8,5 a stal se 8. mistrem světa v šachu.

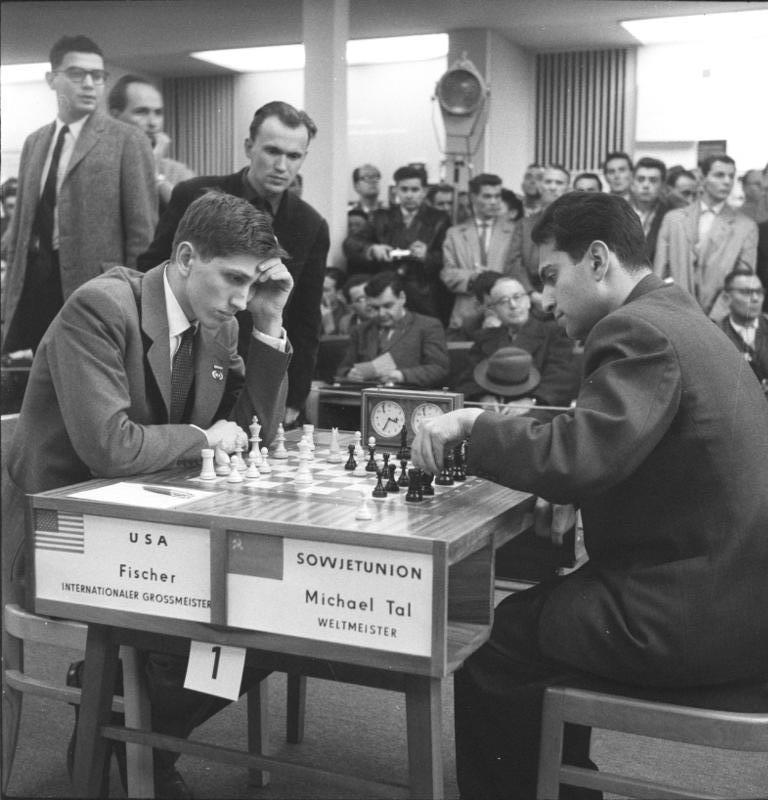
Michail Tal (napravo) při hře proti Američanovi Fischerovi

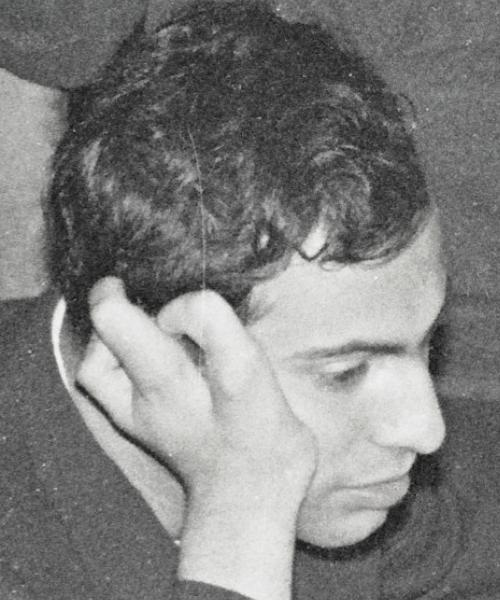
Michail Tal, Oberhausen 1961

Talova prohra v odvetném zápase o rok později byla všeobecným překvapením a předpokládalo se, že za to může jeho odbytá příprava, zdá se ale, že již tehdy začínal mít vážné zdravotní potíže. Očekával se nový souboj Tal-Botvinnik, ale už k němu nedošlo, neboť Tal se na dalším turnaji kandidátů zhroutil. Následné vyšetření u něj odhalilo celý komplex chorob zejména trávicího traktu. Tal se po delším léčení účastnil ještě řady dalších turnajů a zápasů kandidátů, dvakrát se znovu vážně ucházel o nový zápas o titul mistra světa (v roce 1965 podlehl teprve ve finále Spasskému +1-4=6, v roce 1968 v semifinále Korčnému +1-2=7).
V roce 1988 získal titul mistra světa v bleskovém šachu. Fenomenální byly jeho výsledky na šachových olympiádách, kde vždy podstatně přispěl k vítězství sovětského mužstva.
Šestkrát vyhrál rovněž mistrovství Sovětského svazu. Často se však dostával do problémů se sovětskými šachovými funkcionáři.

## Charakteristika
Jako šachista byl velmi ctěn pro svůj romantický přístup k partiím, který se vyznačoval ostrou kombinační hrou, pro jejíž vyvolání neváhal podstupovat enormní riziko v podobě nepropočítaných či nekorektních obětí, a to i v těch nejdůležitějších partiích. Řada jeho kombinací byla vyvrácena, většinou se tak ale nestalo přímo na šachovnici, kde jeho soupeři propadali panice a nezvládali logicky nastupující časovou tíseň, ale až v analýzách po partii. Tal tak byl stejně jako E. Lasker (který byl jeho velkým vzorem) často obviňován z toho, že má pouze štěstí, že jeho hra je jen velký bluf.
On sám svůj styl vzletně vyjádřil slovy: „Musíte vzít soupeře do hlubokého, temného lesa, kde 2+2=5 a cesta ven je dost široká jen pro jednoho.“ Při jiné příležitosti charakterizoval svoji metodu stručně: „Dejte jim příležitost, zkomplikujte hru. Oni už si to pokazí sami.“ Jeho představivost a tvořivost byla neuvěřitelná, dodnes se používá termín „Talův tah“ jako označení neočekávaného a velké komplikace přinášejícího tahu, který se natolik vymyká běžným schématům, že by ho drtivá většina šachistů (včetně velmistrů) vůbec nezvažovala.
Jeho hra postupně s rostoucím věkem a zhoršujícím se zdravím mírně upadala – stále ještě byl schopen skvělé hry, ale jeho organismus už nedokázal vydržet dlouhodobé vypětí a na delších turnajích a zápasech ho stále výrazněji zmáhala únava, což se projevovalo větší ochotou k remízám a selháváním v jednotlivých partiích. Nicméně až do své smrti zůstal nebezpečným protivníkem.
Hodně mu v tom napomáhal jeho údajný „ďábelský“ pohled – jeho uhrančivé černé oči dokonce inspirovaly amerického velmistra Benkőho (Talova tradičního dodavatele bodů) k prohlášení, že Tal své soupeře hypnotizuje. Jednou pak proti Talovi nastoupil v černých brýlích, které ho měly ochránit. Partii ovšem prohrál stejně hladce, jako většinu ostatních.